# En ledig dag
Az En ledig dag (magyarul: szabadnap) című dal egy Bengt Sten és Matteo Chiosso által írt dal, mely a svéd énekesnő Anni-Frid Lyngstad első kislemeze. Az eredeti dallam egy másik dal, a "Weekend in Portofino" című dalon alapszik, melyet Bruno de Filippi alkotott. A dal 1967 szeptemberében jelent meg kislemezen, és eredetileg albumra nem került fel. Azonban a későbbiek folyamán a Tre kvart från nu, és Frida 1967-1972  című válogatás albumokra is felkerült.

## Előzmények
Miután Lyngstad 1967. szeptember 3-án megnyerte a "New Faces" című svéd tehetségkutató versenyt, Lnygstad a "H napok" napján élőben énekelte a dalt, melyet a svéd televízió is közvetített. Ekkor tért át Svédország a bal oldali közlekedésről a jobb oldalira. A dalt a Stockholmi Europafilm Stúdióban rögzítették.

## Hatása
A dal nem volt slágerlistás helyezés a megjelenés időpontjában, de azt mondták, hogy a Svenkstoppen listáira felkerült. Két évvel később sem volt áttörés, de a Melodifestivalen versenyzőjeként Lyngstad fellépett a "Härlig är vår jord" című dallal, és turnézott Charlie Norman kabaré showjával is. Mindenesetre a dal Lyngstad életének egy fordulópontja volt, mely jövőbeli sikereire is hatással volt.